# 情報技術関連の業界団体の一覧
日本の情報技術関連の業界団体の一覧（じょうほうぎじゅつかんれんのぎょうかいだんたいのいちらん）を示す。
技術情報や受注案件情報の交換を目的とする団体、技術認定試験などを行う団体など、多岐にわたる。

## 業界団体一覧
- 日本規格協会
- 情報処理推進機構
- 日本IT団体連盟
- 情報通信
  - インターネット協会 (IAJapan)
  - 情報通信月間推進協議会
  - 情報通信技術委員会 (TTC)
  - 情報通信ネットワーク産業協会 (CIAJ)
  - テレコムサービス協会
  - テレコムエンジニアリングセンター
  - 電気通信事業者協会 (TCA)
  - 電波産業会 (ARIB)
  - 情報通信振興会 (DSK)
  - 電波技術協会
  - 日本インターネットプロバイダー協会 (JAIPA)
  - 日本CATV技術協会
  - 日本ケーブルラボ (JCL)
  - 日本ITU協会 (ITU-AJ)
  - 日本データ通信協会
  - 日本ネットワークインフォメーションセンター (JPNIC)
  - 日本無線協会
  - 全国陸上無線協会
  - 移動無線センター
- 情報システム
  - 情報サービス産業協会 (JISA)
  - 日本情報システム・ユーザー協会 (JUAS)
  - 日本情報経済社会推進協会 (JIPDEC)
- 組込みシステム
  - 組込みシステム技術協会 (JASA)
  - 組込みシステム産業振興機構 (ESIP)
  - 組込みシステム開発技術研究会 (CEST)
  - 車載組込みシステムフォーラム (ASIF)
  - JASPAR
  - 組込みソフトウェア管理者・技術者育成研究会 (SESSAME)
- 情報システム特定業種
  - 流通システム開発センター
- ソフトウェア・サービス
  - ソフトウェア協会 (SAJ)
  - メイド・イン・ジャパン・ソフトウェア＆サービス・コンソーシアム (MIJS)
- クラウド
  - 日本クラウド産業協会 (ASPIC)
  - オープンガバメントクラウド・コンソーシアム (OGC)
  - クラウドセキュリティアライアンス (CSA)
  - クラウド･ビジネス･アライアンス (CBA)
  - グローバルクラウド基盤連携技術フォーラム (GITCF)
  - ジャパン・クラウド・コンソーシアム (JCC)
- 情報システム特定業務
  - 日本データセンター協会 (JDCC)
  - 日本MSP協会
  - IT検証産業協会 (IVIA)
- 地方中小ソフトウェア
  - 全国地域情報産業団体連合会 (ANIA)
  - 全国ソフトウェア協同組合連合会 (JASPA)
  - 日本情報化推進協会 (JASIPA)
  - 日本情報技術取引所 (JIET)
  - 日本情報振興協同組合 (JIA)
  - 日本ニアショア開発推進機構
- セキュリティ
  - セーファーインターネット協会 (SIA)
  - 日本ネットワークセキュリティ協会 (JNSA)
- デジタルコンテンツ
  - デジタルメディア協会 (AMD)
  - モバイル・コンテンツ・フォーラム (MCF)
- ID認証技術推進協会(JICSAP)
- アジアパシフィック・スマートカード協会
- ニューメディア開発協会
- 日本テレワーク協会
- ビジネス機械・情報システム産業協会 (JBMIA)
- 日本自動認識システム協会
- 電子情報技術産業協会 (JEITA)
- マスコミ
  - 日本新聞協会
  - 日本専門新聞協会
  - 日本雑誌協会
  - 日本民間放送連盟
  - 日本ケーブルテレビ連盟
  - 衛星放送協会
  - 日本生活情報紙協会
  - 全国求人情報協会
  - ACC
  - 日本テレビコマーシャル制作社連盟
  - 日本ダイレクト・メール協会
  - 全日本屋外広告業団体連合会
  - 全国鉄道広告振興協会
  - 放送倫理・番組向上機構
  - 新聞案内広告協会
  - 新聞広告審査協会
  - 日本雑誌広告協会
  - 全日本テレビ番組製作社連盟
  - 日本ポストプロダクション協会 (JPPA)
- コンピュータゲーム
  - コンピュータエンターテインメント協会 (CESA)
  - 日本オンラインゲーム協会 (JOGA)
- 映像メディア
  - 映像文化製作者連盟
  - 日本映像ソフト協会
  - 日本動画協会
  - 日本アニメーション協会
- Web広告研究会
- インターネットEDI普及推進協議会
- 全国イーコマース協議会
- トロン協会
- 日本公衆電話会
- 日本ＩＴストラテジスト協会（JISTA）
- 地方公共団体情報システム機構 (J-LIS)

## 解散した業界団体一覧
- 次世代電子商取引推進協議会 (ECOM)
- 日本農村情報システム協会
- 日本移動通信システム協会
- モバイルコンテンツ審査・運用監視機構